# いすゞのエンジン型式一覧
いすゞのエンジン型式一覧（いすゞのエンジンけいしきいちらん）は、いすゞ自動車のエンジン型式を、エンジン系列の登場順に並べたものである。
ここでは、下記の書式にて。
- エンジン系列 - エンジン種別
- 販売期間
- 冷却方式、シリンダー配置・数、弁形式
  - エンジン型式（変更後のエンジン型式） - 排気量
- エンジン系列は、エンジン型式の数（単数・複数）にかかわらず「#型」と表記する。
- 排気量は、一覧としての見やすさを重視し、簡素表記とする（例：「1,998cc、1.998L、2.0L」は「2,000cc」と表記）。正確な排気量は、エンジン系列別記事等に記載する。

## 市販自動車用エンジン

### 1950年代 -
- いすゞ・GA系エンジン - ガソリンエンジン
- いすゞ・DA系エンジン - ディーゼルエンジン
- いすゞ・GH系エンジン - ガソリンエンジン
- いすゞ・GL系エンジン - ガソリンエンジン

### 1960年代 -
- いすゞ・G系エンジン - ガソリンエンジン
  - G150型エンジン
  - G180型エンジン
  - G200型エンジン
- いすゞ・DL系エンジン - ディーゼルエンジン
  - DL200型エンジン
  - DL201型エンジン

### 1970年代 -
- いすゞ・C系エンジン - ディーゼルエンジン
  - C180型エンジン
  - C190型エンジン
  - C220型エンジン
  - C221型エンジン
  - C223型エンジン
  - C240型エンジン
- いすゞ・P系エンジン - ディーゼルエンジン
  - 8PA1型エンジン
  - 10PA1型エンジン
  - 12PA1型エンジン

### 1980年代 -
- いすゞ・P系エンジン - ディーゼルエンジン
  - 8PC1型エンジン
  - 10PC1型エンジン
  - 12PC1型エンジン
  - 8PD1型エンジン
  - 10PD1型エンジン
  - 12PD1型エンジン
  - 8PE1型エンジン
  - 10PE1型エンジン
  - 12PE1型エンジン
- いすゞ・F系エンジン - ディーゼルエンジン
  - 4FB1型エンジン
  - 4FC1型エンジン
- いすゞ・4X系エンジン -ガソリンエンジン
  - 4XC1型エンジン
  - 4XE1型エンジン
- いすゞ・6SD1エンジン - ディーゼルエンジン
- いすゞ・4Z系エンジン -ガソリンエンジン
  - 4ZA1型エンジン
  - 4ZB1型エンジン
  - 4ZC1型エンジン
  - 4ZD1型エンジン
  - 4ZE1型エンジン

### 1990年代 -
- いすゞ・H系エンジン - ディーゼルエンジン
  - 4HF1型エンジン
  - 4HE1型エンジン
  - 4HJ1型エンジン
  - 4HL1型エンジン
  - 6HE1型エンジン
  - 6HH1型エンジン
  - 6HL1型エンジン
- いすゞ・J系エンジン - ディーゼルエンジン
  - 4JB1型エンジン
  - 4JG2型エンジン
  - 4JX1型エンジン
  - 4JJ1型エンジン
  - 4JJ3型エンジン
  - 4JZ1型エンジン
- いすゞ・新T系エンジン - ディーゼルエンジン
  - 8TD1型エンジン
  - 10TD1型エンジン
  - 6TE1型エンジン
- いすゞ・V系エンジン - ガソリンエンジン
  - 6VD1型エンジン
  - 6VE1型エンジン
- いすゞ・W系エンジン - ディーゼルエンジン
  - 6WA1型エンジン
  - 6WF1型エンジン
  - 6WG1型エンジン
- いすゞ・H系エンジン - ディーゼルエンジン
  - 4HK1型エンジン
  - 6HK1型エンジン

### 2000年代 -
- いすゞ・6UZ1型エンジン - ディーゼルエンジン
- いすゞ・6NX1型エンジン - ディーゼルエンジン

### 2010年代 -
- いすゞ・RZ4E型エンジン - ディーゼルエンジン

### CNG

#### CNGエンジン
いすゞは、黒煙の出ないクリーンな圧縮天然ガス（CNG）エンジンを搭載した低公害トラックを開発し、CNG（Compressed Natural Gas）エンジンシリーズを初めて開発した。
4HF1-CNG
容量4.334L（直噴ディーゼルエンジンベース）のCNGエンジンで、非接触点火方式を採用している。最大トルクは323 N·m、最高出力は120 PS（88 kW）/1,500 rpm。ボアは115 mm、ストロークは108 mmである。
4HV1
容量4.570LのCNGエンジンで、非接触式点火システムを採用。最大トルクは353 N·m、最大出力は170 PS（125 kW）/3200rpm。ボアは 115mm、ストロークは110 mmである。NPR300 CNGシリーズに使用されている。

## レーシングカー用エンジン
- いすゞ・P799WE